# Nina (jezero u Washingtonu)
Jezero Nina (eng. Nina Lake) je umjetno jezero u američkoj državi Washington sjeverno od indijanskog rezervata Tulalip u okrugu Snohomish.

## Opis
Iskopano je 1970. a zauzima površinu od 14 akera (oko 57.000 m2). Sastoji se od dva odvojena bazena podijeljena plitkim pragom. Istočni bazen dubok je oko 4 metra, dok je veći zapadni bazen dubok do 14 metara. Dužina obale iznosi 1.280 metara.
Okruženo je kućama i ulicama, a javnog pristupa do jezera nema. U jezeru živi riba bas (Miscropterus salmonides).